# Napole Polutélé

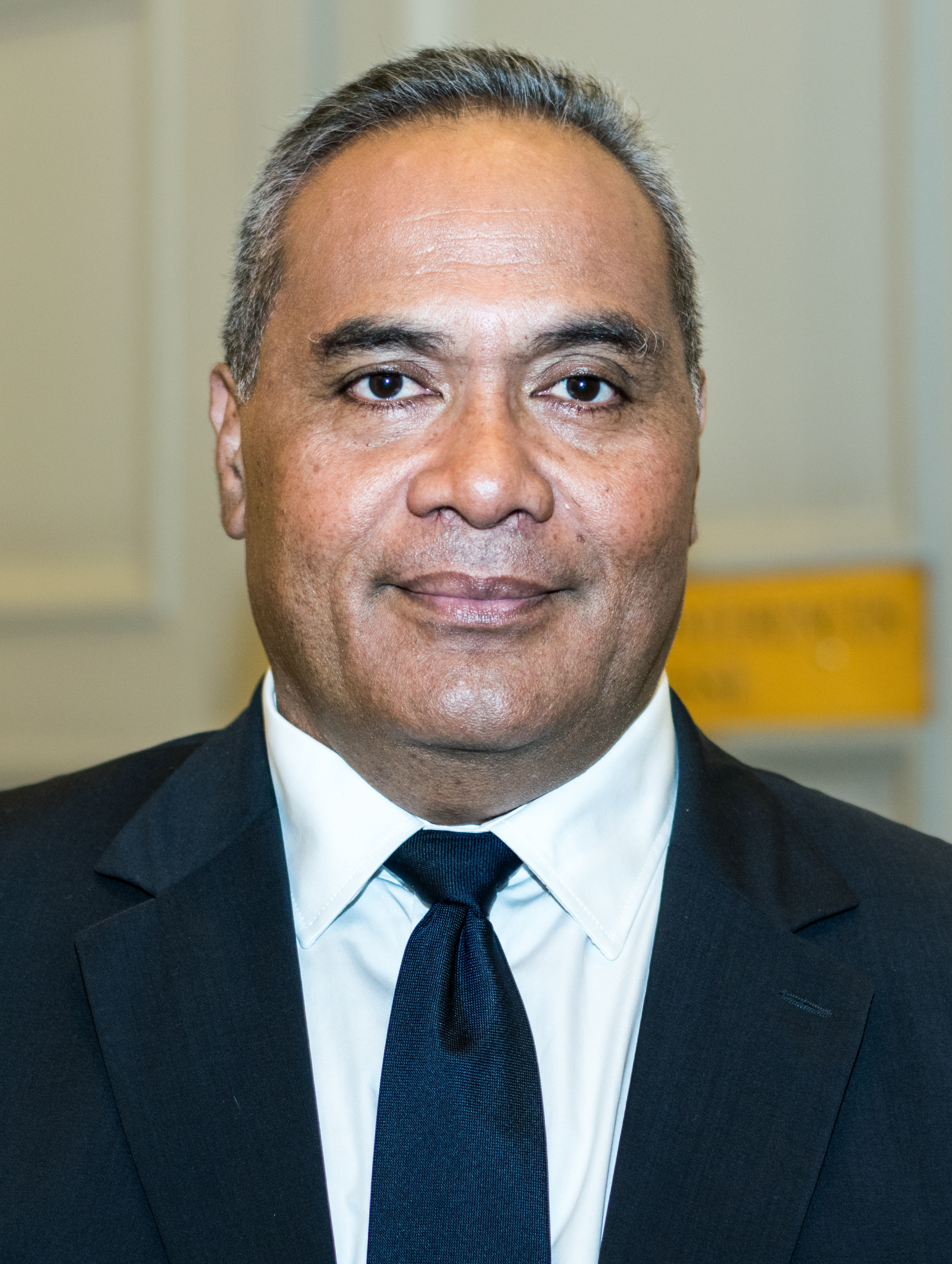
Napole Polutélé

Napole Polutélé (* 25. Juni 1965 in Muʻa, Uvea, Wallis und Futuna) ist ein französischer Politiker. Seit 2013 ist er Abgeordneter der Nationalversammlung.
Polutélé, der im französischen Überseegebiet Wallis und Futuna geboren wurde, studierte in Toulouse und Bordeaux und arbeitete anschließend als Geschichts- und Erdkundelehrer. Als solcher kehrte er nach einem Jahr in Nouméa in seine Heimat zurück. Von 2009 bis 2012 war er in der Verwaltung von Wallis und Futuna tätig. Nachdem das Mandat des Abgeordneten des Gebiets, David Vergé, im Januar 2013 vom Conseil constitutionnel für nichtig erklärt wurde, bewarb sich Polutélé bei der Wahl im März des Jahres um seine Nachfolge. Als neutraler, aber von der UMP unterstützter Kandidat erreichte er den zweiten Wahlgang, wo er sich mit 37,5 % gegen Mikaele Kulimoetoke (32,2 %) und Lauriane Vergé (30,2 %), der Frau des bisherigen Abgeordneten, durchsetzte. Im Parlament war er zunächst fraktionslos und gehörte dann der Fraktion der Parti socialiste an. 2017 trat er als Unabhängiger mit erklärter Unterstützung für Emmanuel Macron an und wurde im ersten Wahlgang mit 50,2 % wiedergewählt. Er ist außerdem Mitglied der Territorialversammlung von Wallis und Futuna, wo er über die Liste Fakatahi kihe kahaʻu e lelei ein Mandat erhielt.